# House of Spirits
House of Spirits war eine deutsche Progressive-Metal-Band aus Dortmund, die im Jahr 1993 gegründet wurde und sich 1996 auflöste. Etwa 1999 fand sich die Band wieder zusammen, löste sich jedoch etwas später wieder auf.

## Geschichte
Ende 1992 löste sich die Band Jester’s March auf. Aus der letzten Besetzung beschlossen das Brüderpaar Olaf (Gesang) und Michael Bilic (E-Gitarre) sowie Bassist Martin Hirsch Anfang 1993 unter dem neuen Namen House of Spirits weiterzumachen. Das Schlagzeug übernahm Jörg Michael, dessen Frau Birke Musielak zu Jester’s-March-Zeiten Olaf Bilics Gesangslehrerin war. Private Gründe zwangen Michael Bilic zum Aufhören, weshalb sich bei Probeaufnahmen zunächst Hirsch an den Gitarrenparts versuchte und später dafür ein Talent aus Essen eingesetzt wurde. Schließlich vermittelte Jörg Michael seinen Kollegen bei Mekong Delta Uwe Baltrusch der fortan – wie er selbst auch – in beiden Gruppen mitwirkte. Im Jahr 1994 erschien das Debütalbum Turn of the Tide. Durch Meinungsverschiedenheiten mit dem Management und dem Plattenlabel Gun Records sowie dem Ausstieg des Gitarristen Baltrusch, kam es im Jahr 1996 zur Auflösung der Band.
Durch ein altes, vier Lieder umfassendes Demo wurde Century Media auf die Band aufmerksam. Mit Benjamin Schrippritt als neuen Gitarristen erschien im Jahr 1999 das zweite Album Psychosphere. Auf dem Album war Jörg Michael erneut als Schlagzeuger zu hören, live wurde er jedoch durch Michael Strichen vertreten, da Michael insbesondere bei Stratovarius und Axel Rudi Pell involviert war.
Psychosphere ist das bislang letzte Album der Band, ehe sie sich auflöste.

## Stil
Laut Eduardo Rivadavia von Allmusic spiele die Band auf Turn of the Tide Progressive Metal, der an das Queensrÿche-Album Operation: Mindcrime erinnere. Auch Michael Lorant vom Metal Hammer erkannte solche Parallelen und verwies auf die frühen Queensrÿche-Alben. An Queensrÿche fühlte sich auch der Rezensent der Saarbrücker Musikzeitschrift Feedback erinnert, der die Beschreibung „melodiöser, refrainlastiger Rock mit progressiven Elementen“ abgab. Die Selbsteinschätzung der Band lautete seinerzeit „melodischer Hardrock“. Laut Michael Fuchs-Gamböck vom Metal Hammer spiele die Band auch auf Psychosphere progressiven Metal, wobei die Musik mittlerweile veraltet klinge. Frank Trojan meinte im Rock Hard das zweite Album sei melodisch und progressiv, die Chorpassagen erinnerten an Queen und die Melodieführungen seien Queensrÿche nachempfunden.
Die Texte des Konzeptalbums Turn of the Tide basieren auf einer vom Science-Fiction-Fan Olaf Bilic verfassten komplexen Geschichte. Diese spielt in einem Endzeit-Gebirgsstaat, der von Bewegungsscannern und einer Todeszone umgeben ist, die ein Verlassen unmöglich machen. Befehligt wird der letzte Ort der Menschheit von einem Cyborg. Ein Geschwisterpaar nimmt den Kampf gegen Bevormundung und Überwachung auf, doch als sich das in Gefangenschaft geratene Mädchen in den Cyborg verliebt, kommt es zu Missverständnissen und Komplikationen, woraufhin ihr Bruder nur den Ausweg der totalen Zerstörung sieht.

## Diskografie
- 1994: Turn of the Tide (Album, Gun Records)
- 1999: Psychosphere (Album, Century Media)